# Nicolas Michelin
Nicolas Michelin (Neuilly-sur-Seine, 25 gennaio 1955) è un architetto e urbanista francese.
Dopo essere stato associato a Finn Geipel, con il nome di LABFAC nel 1985, nel 2000 fonda l'ANMA (Agence Nicolas Michelin & Associés), che oggi dirige in collaborazione con i suoi soci Michel Delplace e Cyril Trétout.  Premiata in numerosi concorsi e aggiudicatasi in particolare il progetto del Hexagone Balard a Parigi, ANMA oggi figura tra le agenzie francesi più prolifiche in materia di architettura e urbanistica.

## Biografia
Nato nel 1955 a Neuilly-sur-Seine, Nicolas Michelin studia fisica e matematica all'Università di Paris VI, prima di intraprendere studi di architettura presso l'Ecole de Paris Conflans, dove ottiene il diploma d'architetto nel 1980.
Nel 1985, si associa all'architetto Finn Geipel per creare l'agenzia d'architettura LABFAC, che opera tra Parigi e Berlino. È in particolare nel quadro di questa collaborazione che sono nati progetti come la Scuola d'arte di Limoges o il Teatro di Quimper.
Nel 2000, Nicolas Michelin fonda ANMA - Agence Nicolas Michelin & Associés (Nicolas Michelin, Michel Deplace, Cyril Trétout), che offre soluzioni innovatrici in materia di architettura, urbanistica e paesaggio. La pietra angolare dell'approccio di ANMA si riassume in cinque idee forti: l'ultracontestuale, la leggerezza, le economie "naturali", l'adattabilità, l'ordinario-extra. Tutti i progetti realizzati da ANMA sono diversi e quest'approccio su misura ne qualifica la produzione.
Particolarmente coinvolto nella creazione di città e architetture ecologiche, Nicolas Michelin si distingue come precursore per quanto riguarda l'ultracontestuale. Tale nozione, da lui definita, si riferisce all'integrazione senza ostentazioni dell'edificio nel proprio paesaggio. Secondo il fondatore di ANMA, un buon edificio "è concepito in funzione delle forze esistenti, (…) magnifica il sito (…) e lascia uno spazio preponderante alla vegetazione" (Fonte: Cinq sur cinq –Dix projets sur mesure, Edizioni Archibooks, 2008). I progetti dell'agenzia, legati alle nozioni di ultracontestuale e di genius loci, cercano di sublimare i luoghi in cui si inseriscono, svelandone la singolarità. La combinazione di questi due elementi consente all'agenzia di realizzare ciò che definisce l'ordinario-straordinario, ovvero edifici che "genera/no per prima cosa un'impressione di ordinario (…) nel senso d'insolito, e che si rivela/no a una seconda lettura come un progetto singolare e contemporaneo" (Fonte: Cinq sur cinq –Dix projets sur mesure). Si tratta quindi di produrre un effetto poetico massimo con un effetto plastico minimo.
Architetto impegnato e ansioso di dare il proprio contributo alla riflessione su un'architettura sostenibile, innovativa e contemporanea, Nicolas Michelin ha scritto e diretto la redazione di oltre 7 opere. Nel 2005 realizza Nouveau Paris, la ville et ses possibles; catalogo dell'esposizione eponima presentata al Pavillon de l'Arsenal (dal 17 marzo al 28 agosto 2005). Con Nicolas Michelin che garantiva la supervisione scientifica e Toyo ITO la scenografia, l'esposizione esplorava le possibilità d'evoluzione della città di Parigi rispetto alle sfide di sviluppo sostenibile e alle nuove pratiche cittadine.
Tra il 2006 e il 2010, Nicolas Michelin firma altri cinque volumi: Avis: propos sur l'architecture, la ville, l'environnement (2006),  L'Aventure de la transformation d'une halle, des farines à l'université  (2007); e Cinq sur cinq – Dix projets sur mesure (2008) che analizza cinque progetti architettonici e urbani realizzati da ANMA. Nel 2008, alla conclusione di AGORA, la Biennale d'Architettura di Bordeaux, Nicolas Michelin pubblica Alerte ! Et si on pensait un peu plus à elle?, un manifesto a favore di un'urbanistica e di un'architettura sostenibili. Nel 2010, in occasione dei 10 anni di ANMA, Nicolas pubblica Attitudes (2010), una raccolta dei suoi scritti più recenti in cui torna sull'applicazione delle convinzioni maturate in seno all'agenzia nel corso degli ultimi dieci anni.
Accanto alle sue attività di architetto, Nicolas Michelin ha avuto l'opportunità di svolgere funzioni collegate. Viene eletto esperto presso diversi organi statali (Commission du 1% artistique, referente per la delegazione delle arti plastiche, Commission Nationale De La Commande Publique). Dal 1985 al 2000, dirige la Scuola e il Centro d'arte contemporanea di Reuil Malmaison. Tra il 2000 e il 2009 fonda, all'interno della Scuola Nazionale Superiore d'Architettura di Versailles, il Centro artistico "La Maréchalerie", un luogo dedicato al ruolo dell'arte nel contesto urbano. È stato invitato a intervenire da numerose università, tra cui la Columbia University, l'Università di Montréal o ancora l'Università Paris I. Nel 2008, è commissario generale dell'edizione di Agora (biennale d'architettura, urbanistica e design) di Bordeaux. Con il titolo Alerte, et si on pensait un peu plus à elle?, l'esposizione affronta i temi incrociati di architettura, urbanistica e sviluppo sostenibile. Nel 2010, per celebrare i 10 anni dell'agenzia, crea un evento di quattro giorni durante il quale presenta una selezione di progetti realizzati da ANMA nel corso del suo decennio di esistenza. Nella stessa occasione organizza una mostra effimera arricchita da 3 dibattiti sui temi dell'ecologia, della città e dell'arte contemporanea. A novembre 2011, presso il teatro della Città universitaria internazionale, a Parigi, presiede gli Entretiens du Patrimoine et de l'architecture, sul tema "Patrimonio e architettura delle metropoli sostenibili".

## Premi
- Piramide d'argento Aquitaine, 2 menzioni – Grand Prix Regionale e premio all'innovazione per il progetto Bordeaux Bassins à Flot, Bacalan.
- Menzione Speciale di l'Equerre d'Argent nel 2010 per gli alloggi ZAC du Grand Large - Neptune a Dunkerque.
- Nomination al Gran Premio dell'Urbanistica nel 2005, 2007, 2008 e 2009.
- Menzione Equerre d'Argent per la palestra Europole a Grenoble nel 2003.

## Realizzazioni principali

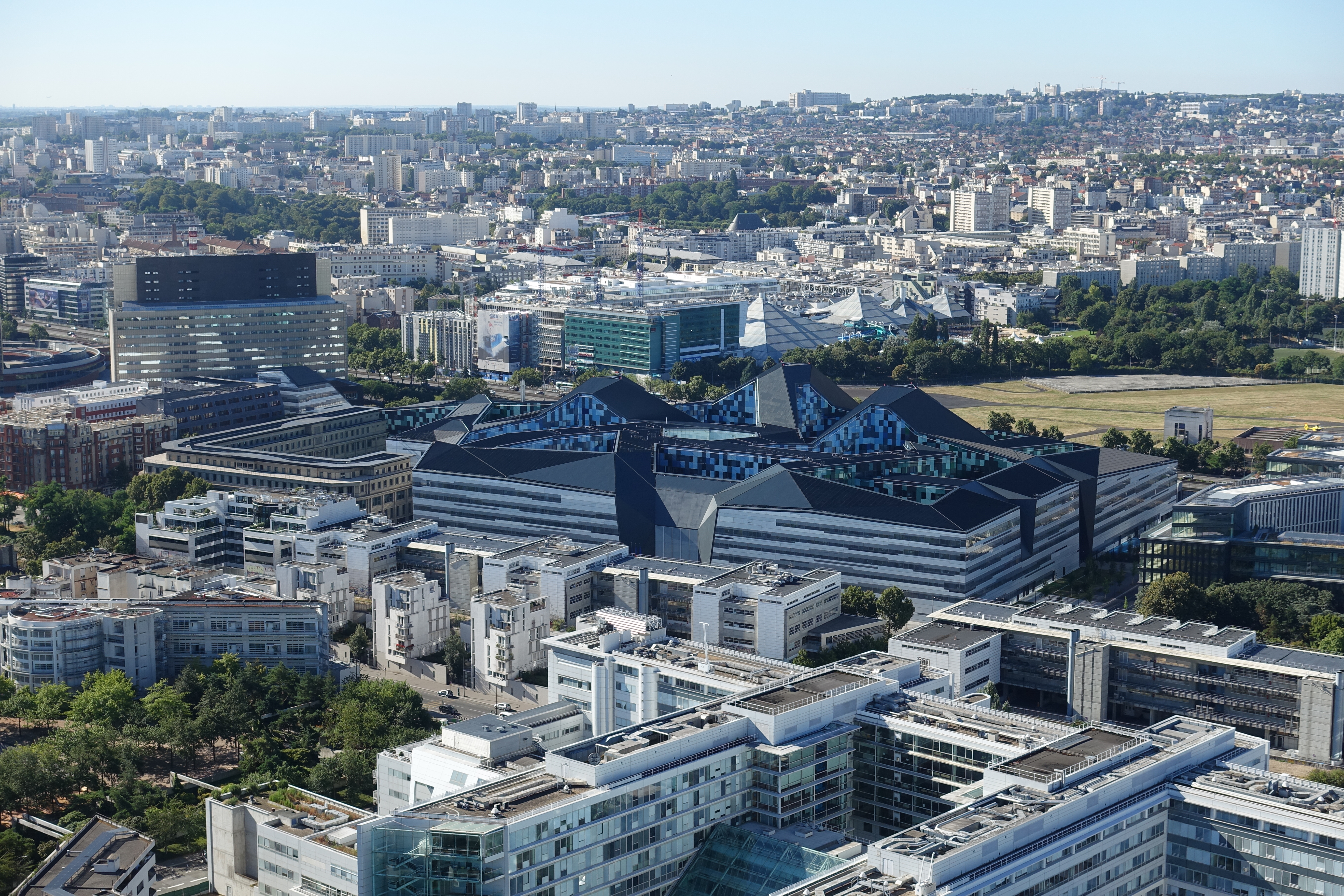
Hexagone Balard, Parigi

- Alloggi, Îlot Armagnac, mediateca e palestra, 2012, Bordeaux
- Alloggi dello stagno dei cigni, 2012, Meaux,
- Case popolari, 2012, Alfortville
- Alloggi ZAC Grand Large, 2010, Dunkerque
- Alloggi ZAC des Deux Lions, 2010, Tours
- Case popolari, 2010, Nancy
- Teatro Piscina, 2008, Châtenay-Malabry
- Alloggi Habiter les Quais, 2007, Nantes
- Uffici dell'agenzia dell'acqua, 2006, Rouen
- La Halle aux Farines, 2006, Parigi
- Hexagone Balard, 2012-2015, Parigi

## Progetti in corso

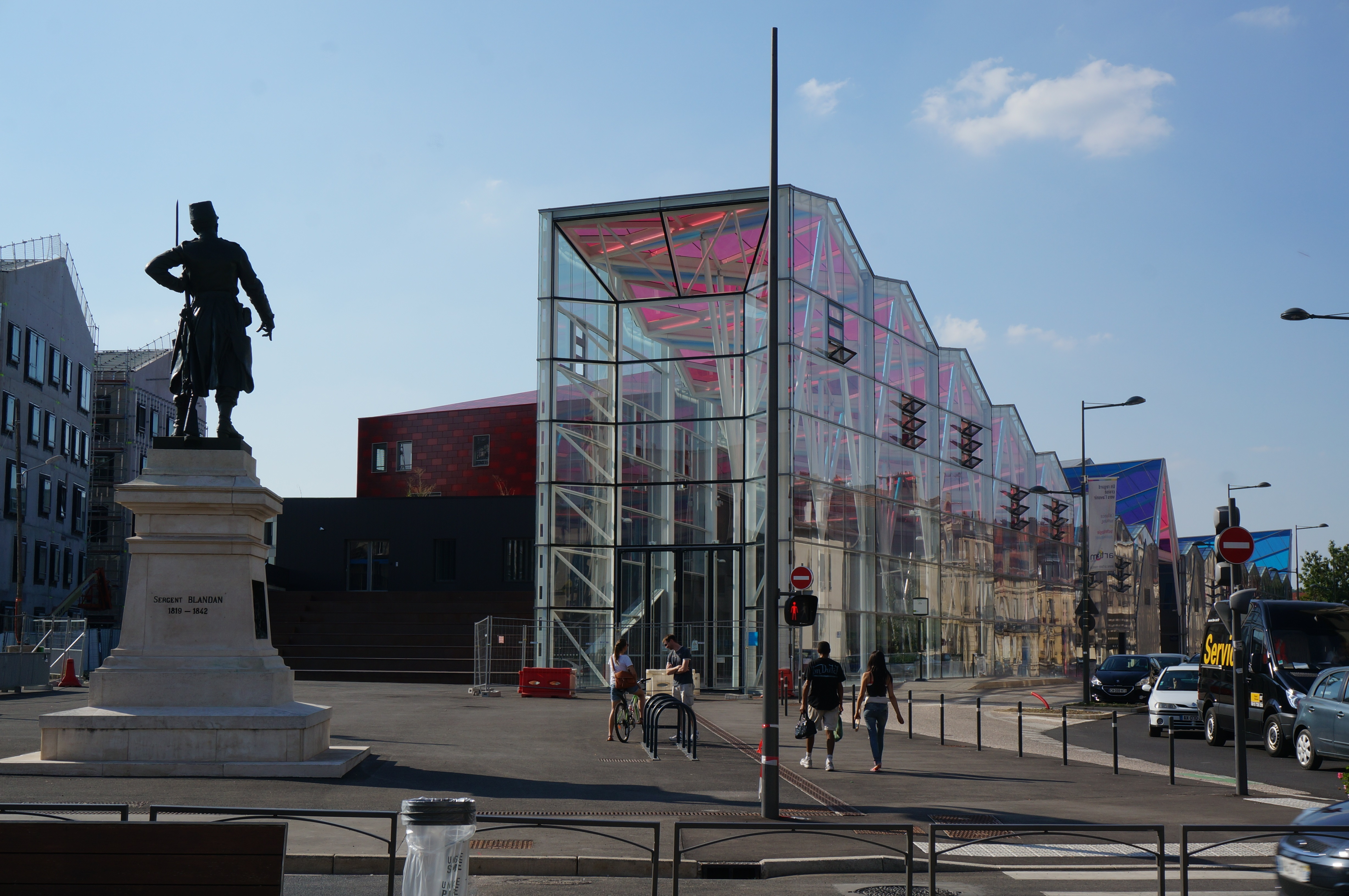
Angolo di rue du Sergent Blandan e Leclerc Avenue, edifici Artem.

- ARTEM (Art, Technologie et Management), Nancy
- Fondo sussidi familiari, Saint Brieuc
- Biblioteca nazionale e universitaria, Strasburgo
- Città universitaria di Parigi, Parigi
- Futuro centro culturale "Les Fuseaux", St-Dizier
- Palazzo di giustizia, Limoges
- Casa della ricerca, Toulon
- Quartiere Confluenza, Saint Denis
- Settore quartiere d'Arras-Europe, Lille
- Grand Est, 2010, Digione
- Les Bassins à Flots, Bordeaux

## Filmografia
- Vers une hybridation des usages, 2006
- Bordeaux 2046,  2010